# Хачмазский историко-краеведческий музей
Хачмазский историко-краеведческий музей (азерб. Xaçmaz tarix-diyarşünaslıq muzeyi) — музей в городе Хачмаз Азербайджанской Республики.

## История

Историко-краеведческий музей в городе Хачмаз

Старый музей был построен в 1930 году и срок его эксплуатации истек. Президент Азербайджана Ильхам Алиев распорядился построить новое здание. Строительство нового музея началось в 2013 году. Музей построен на проспекте Гейдара Алиева, на территории музея личностей.
Здание нового музея имеет два филиала и выполнено в оригинальном азербайджанском стиле.
В музее имеется большое количество культурно-исторических экспонатов, которые отражают историю страны и Хачмазского района в частности.